# Copestylum trituberculatum
Copestylum trituberculatum är en tvåvingeart som beskrevs av Thompson 1976. Copestylum trituberculatum ingår i släktet Copestylum och familjen blomflugor. Inga underarter finns listade i Catalogue of Life.